# Lipotriches voeltzkowi
Lipotriches voeltzkowi là một loài Hymenoptera trong họ Halictidae. Loài này được Friese mô tả khoa học năm 1907.